# 蕴涵
蕴涵（英語：Entailment）在命题逻辑和谓词逻辑中用来描述在两个句子或句子的集合之间的联系，一般使用⇒符号表示。

## 语义蕴涵
{\displaystyle A\models B}
语义蕴涵也叫做逻辑蕴涵（Logical Implication），亦可以读作 B 是 A 的语义后承。
陈述句子集合A语义上蕴涵句子集合B。
形式定义：集合A蕴涵集合B，当且仅当在其中A中所有句子都为真的所有模型中，在B中的所有句子也是真的。在图表形式中，它看起来像：
我们需要蕴涵的定义要求A的所有的模型也是B的模型，因为像知识库这样的形式系统在被问到事实的集合（A）是否蕴涵命题（B）的时候，不可能知道在用户头脑中对此的解释。
在语用学（语言学）中，蕴涵有不同的但密切相关的意思。
如果对于公式X有{\displaystyle \varnothing \models X}则X被称为"有效的"或是"重言式"。

## 语法蕴涵
{\displaystyle A\vdash B}
陈述句子集合A语法蕴涵句子集合B。它可以读作"B可以证明自A"，或 B 是 A 的语法后承。
定义：A语法蕴涵B，如果通过假定所有A中所有的句子并通过对它们应用一个有限序列的推理规则（比如来自命题演算的），你可以推导出B中的所有句子。
当然，这与特定的逻辑（证明演算）有关。在讨论多个逻辑的情况下，在{\displaystyle \vdash }符号上放置下标是很有用的。

## 在语义和语法蕴涵之间的联系
理想上，语义蕴涵（semantic consequence）和语法蕴涵（syntactic consequence）等价，但这不总是可行。（参见哥德尔不完备定理，它陈述了包含为真但不能证明的句子的一些语言（比如算术））。在这种情况下，把等价分成两部分是有用的：
演绎系统S对于语言L是完备的，当且仅当{\displaystyle A\models _{L}X\to A\vdash _{S}X}：就是说，所有有效的论证都是可证明的。
演绎系统S对于语言L是可靠的，当且仅当{\displaystyle A\vdash _{S}X\to A\models _{L}X}：就是说，所有可证明的论证都是有效的，没有无效的论证是可证明的。

## 与实质蕴涵的联系
在很多情况下，蕴涵符合于实质蕴涵：就是说，{\displaystyle A,X\models Y}当且仅当{\displaystyle A\models X\to Y}。但是在一些多值逻辑中这不是真的。